# Regiunea Oshikoto
Oshikoto este o regiune a Namibiei a cărei capitală este Tsumeb. Are o populație de 160.690	 locuitori și o suprafață de 26.607 km².

## Subdiviziuni
Această regiune este divizată în 9 districte electorale:
- Oniipai
- Onayena
- Olukonda
- Omuntele
- Okatope
- Okangolo
- Omuthiygwiipundi
- Engodi
- Guinas